# Batalla de Kosmidion
La batalla de Kosmidion ( turco : Eyüp Muharebesi ),librada el 15 de junio de 1410, se produjo durante el Interregno otomano y se libró entre las fuerzas de los hermanos y príncipes Musa Celebi y Süleyman Çelebi, fuera de las murallas de Constantinopla. Durante la batalla, algunos de los vasallos de Musa, incluyendo Vuk Lazarević (medio tío abuelo de los hermanos), lo abandonaron y se unieron Suleyman. La batalla terminó en una victoria para Süleyman Çelebi.
- Datos: Q4871484